# Astipalea
Astipalea (en griego: Αστυπάλαια) es una isla griega del archipiélago del Dodecaneso localizada en el mar Egeo, también llamada Astropalea y conocida por su nombre medieval de Estampalia. Tiene unos 1300 habitantes, 18 km de largo, 13 km de ancho y una superficie de 95 km². Es una de les doce islas principales del grupo del Dodecaneso. La ciudad principal es Astipalea en la parte oeste de la bahía del sur. Tiene un pequeño aeropuerto. La ciudad tiene muchas iglesias y capillas y se conservan las ruinas de antiguos templos, así como columnas y otros restos.
Astipalea tiene conexiones por ferry con el Pireo y otras islas del Dodecaneso y conexiones aéreas con Atenas.
La isla está formada por dos masas de roca unidas en el centro por un istmo.
Antiguamente fue posesión de Caria y se llamaba Pirra, y más tarde Pilea.
Administrativamente, Astipalea es también un municipio de la unidad periférica de Kálimnos de la periferia de Egeo Meridional.

## Historia
En la mitología griega, Astipalea fue una mujer seducida por Poseidón en la forma de un leopardo marino alado con cola.
Fue una colonia de Megara y Ovidio la menciona como una de las islas sujetas a Minos (Creta). Formó parte de la Liga de Delos puesto que aparece en registros de tributos a Atenas entre 454/3 y 428/7 a. C. Pausanias menciona un templo de Atenea en Astipalea y menciona que también se le rendía culto como héroe a Cleomedes, un campeón de los Juegos Olímpicos del año 492 a. C. que fue despojado de su título. En el 105 a. C. los romanos firmaron una alianza con Astipalea seguramente a causa de sus buenos puertos y su posición central. Durante el Imperio romano fue una ciudad libre. Los romanos utilizaron la isla como base estratégica contre los piratas.
Parece ser que fue lugar de nacimiento del filósofo cínico Onesícrito.
En el 1207 fue cedida a Venecia por el emperador latino y dada en feudo a la familia Querini. La rama que gobernó la isla fue conocida como Querini-Estampalia. En el 1522 los otomanos ocuparon Rodas y unos años después (1537) fue ocupada la isla de Astipalea. Desde el 1646 al 1668, durante la guerra de Creta o Candia, la isla volvió a estar bajo influencia veneciana, pero al final permaneció en manos de los otomanos. En esa época gozó de gran autonomía bajo dependencia del Pachá de Rodas y pagando un pequeño tributo anual de 9.500 piastras.
Desde 1821 a 1828 se unió a los insurgentes durante la guerra de independencia de Grecia. 
En 1912 fue cedida a Italia y formó parte del territorio del Dodecaneso. Los italianos la llamaban Stampalia. En 1947, después de la Segunda Guerra Mundial, fue transferida a Grecia junto con el resto de las islas del grupo.